# Tommy Moe
Tommy Moe (Missoula, 17 februari 1970) is een Amerikaanse voormalige alpineskiër. Hij nam drie keer deel aan de Olympische Winterspelen en werd in 1994 olympisch kampioen op de afdaling.

## Carrière
Moe maakte zijn wereldbekerdebuut op 17 maart 1990 in het Zweedse Åre. In 1992 maakte hij zijn olympisch debuut op de Olympische Winterspelen in Albertville. Als beste resultaat liet hij een 18e plaats in de combinatie optekenen. Twee jaar later zorgde Moe toch voor een kleine verrassing: op de Olympische Winterspelen van 1994 in Lillehammer behaalde Moe als eerste Amerikaanse alpineskiër ooit twee olympische medailles op een en dezelfde Winterspelen. Op de afdaling werd Moe olympisch kampioen, terwijl hij op de Super G slechts met 8 honderdsten zijn meerdere moest erkennen in de Duitser Markus Wasmeier.
In de wereldbeker behaalde Moe zijn beste resultaten in het seizoen 1993/1994 met een derde plaats in het eindklassement van de wereldbeker in de Super G. Op 13 maart 1994 behaalde Moe ook zijn enige overwinning in een wereldbekerwedstrijd dankzij winst op de combinatie in Whistler. Mede door deze resultaten eindigde hij op de achtste plaats in de algemene eindstand van de wereldbeker.
Nadien kreeg Moe last van enkele blessures en ging hij nog weinig noemenswaardige resultaten bij elkaar skiën. Hij kwalificeerde zich nog wel voor de Olympische Winterspelen van 1998 waar hij als achtste eindigde op de super G en 12e op de olympische afdaling. Op 4 juni 1998 kondigde Moe zijn afscheid van de topsport aan.

## Resultaten

### Wereldkampioenschappen
| Jaar | Plaats          | Resultaten               |
| ---- | --------------- | ------------------------ |
| 1989 | Vail (Colorado) | 12e Afdaling             |
| 1993 | Morioka         | 5e Afdaling              |
| 1996 | Sierra Nevada   | 21e Afdaling 42e Super G |

### Olympische Spelen
| Jaar | Plaats      | Resultaten                              |
| ---- | ----------- | --------------------------------------- |
| 1992 | Albertville | 18e Combinatie 20e Afdaling 28e Super G |
| 1994 | Lillehammer | Afdaling · Super G · 5e Combinatie      |
| 1998 | Nagano      | 8e Super G 12e Afdaling                 |

### Wereldbeker
Eindklasseringen
| Seizoen   | Algm | AD  | SG    | SC  |
| --------- | ---- | --- | ----- | --- |
| 1989/1990 | 97e  | 36e | -     | -   |
| 1990/1991 | 74e  | 29e | -     | -   |
| 1991/1992 | 79e  | 40e | 49e   | 31e |
| 1992/1993 | 31e  | 19e | 26e   | 28e |
| 1993/1994 | 8e   | 8e  | Brons | 4e  |
| 1994/1995 | 28e  | 18e | 11e   | 12e |
| 1995/1996 | -    | -   | -     | -   |
| 1996/1997 | 87e  | 35e | 50e   | -   |
| 1997/1998 | 72e  | 35e | 32e   | -   |

Wereldbekerzeges (1)
| Datum         | Plaats   | Onderdeel  |
| ------------- | -------- | ---------- |
| 13 maart 1994 | Whistler | Combinatie |

1948: Henri Oreiller ·
1952: Zeno Colò ·
1956: Toni Sailer ·
1960: Jean Vuarnet ·
1964: Egon Zimmermann ·
1968: Jean-Claude Killy ·
1972: Bernhard Russi ·
1976: Franz Klammer ·
1980: Leonhard Stock ·
1984: Bill Johnson ·
1988: Pirmin Zurbriggen ·
1992: Patrick Ortlieb ·
1994: Tommy Moe ·
1998: Jean-Luc Crétier ·
2002: Fritz Strobl ·
2006: Antoine Dénériaz ·
2010: Didier Défago ·
2014: Matthias Mayer ·
2018: Aksel Lund Svindal ·
2022: Beat Feuz